# 天津市城市管理委员会
天津市城市管理委员会是中华人民共和国天津市人民政府主管市容环境和园林方面工作的组成部門。

## 内设机构
- 办公室
- 法规处(研究室)
- 规划基建处
- 环境秩序协调处
- 街容处
- 环境卫生管理处
- 废弃物管理处
- 爱国卫生管理处
- 社会宣传处
- 科技教育处
- 财务处(审计处)
- 人事处[1]

## 直属单位
- 天津市城市管理综合执法局
- 天津市城市管理综合执法督察总队
- 天津市生活垃圾处理中心
- 天津市卫生除害管理站
- 天津市潘楼生活垃圾中转站
- 天津市双口生活垃圾卫生填埋场
- 天津市市容环境工程设计研究所(天津市城市生活垃圾监测中心)
- 《环境卫生》工程编辑部
- 天津市环境管理中等职业学校(天津市市容环境宣传教育培训中心)
- 天津市南翠屏公园管理所
- 天津市市容环境服务中心
- 天津市市容环境信息中心
- 天津市街道综合整修办公室
- 天津市市容环卫机械设备服务中心
- 《城建监察》杂志编辑部
- 天津市贯庄生活垃圾综合处理场
- 天津市长华城市环境景观建设发展有限公司
- 天津市市容环卫建设发展有限公司
- 天津市大韩庄生活垃圾卫生填场
- 天津市市容环境管理委员会昌黎休养所[2]